# Peixe-Boi
Peixe-Boi là một đô thị thuộc bang Pará, Brasil. Đô thị này có diện tích 450,288 km², dân số năm 2007 là 7694 người, mật độ 17,09 người/km².